# الکساندر گوردون
الکساندر گوردون (انگلیسی: Alexander Gordon; ۲۷ دسامبر ۱۶۶۹ – ۱ ژانویهٔ ۱۷۵۲) پرسنل نظامی اهل اسکاتلند بود.